# Francisco Gras y Elías
Francisco Gras y Elías (Reus, 1850-Barcelona, 1912) fue un escritor español.

## Biografía
Nació en 1850 en la localidad tarraconense de Reus, hijo de Pedro Gras. Estudió el bachillerato en artes y se dedicó a estudios literarios. En 1882 le fue premiada una poesía por el Ateneo Tarraconense de la Clase Obrera. Por espacio de cuatro años fue corresponsal del diario madrileño La Mañana, redactor de La Crónica de Cataluña, y colaboró en el Álbum Hispano Ibérico, La Ilustració Catalana, La Ilustración Española y Americana y El Globo, entre otras publicaciones periódicas. En el folletín del periódico Las Circunstancias de Reus publicó una colección de artículos titulada Tardes de otoño, y en La Ilustración Ibérica la novela La fuente de los currutacos. Falleció en Barcelona el 12 de octubre de 1912.

## Obras

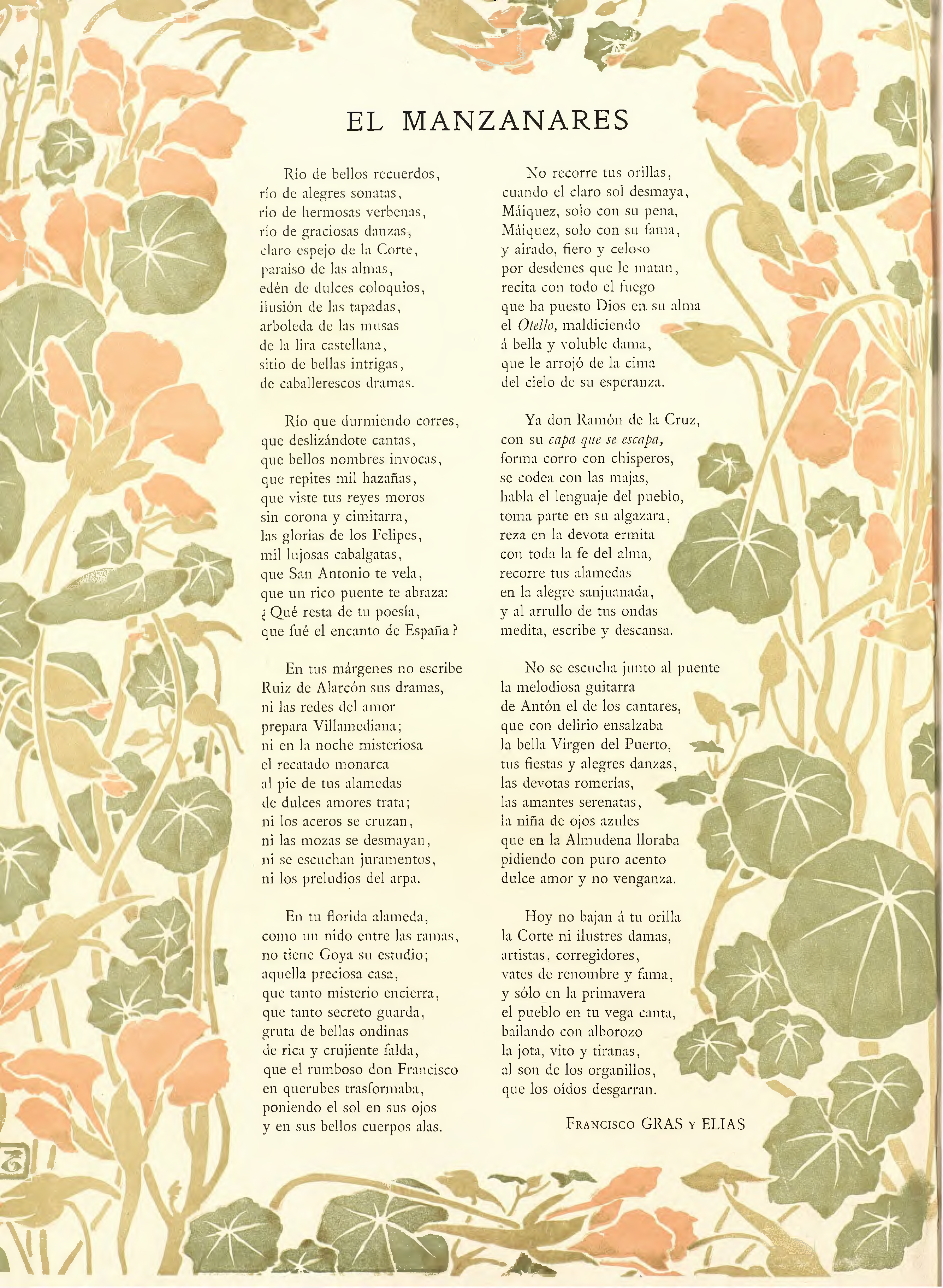
«El Manzanares» en la revista Hispania (15 de junio de 1899). Texto de Gras y Elías con ilustraciones de Triadó.

- Notas perdidas. Poesías originales. Segunda edición corregida y aumentada.—Tarragona, imprenta de Puigrubí y Arís, 1882.[2]
- La vara de la justicia. Novela.—Barcelona, 1883. Un vol. en 8.°. 161 páginas.[2]
- Siluetas españolas. — Gracia, imp. de Elías, 1887. En 16.° 134 páginas.[2]
- Consuelo. Novela.—Barcelona, Espasa y C.ª editores. Dos volúmenes.[2]
- Romances de corte y villa, con un prólogo de Federico Soler y Hubert.—Barcelona, imprenta Espasa y C.ª- Un vol. en 8.° ilustrado.[2]
- Maria-Mario. Dos idilios.—Barcelona, imprenta Redondo y Xumetra, 1890. En 8.° 48 páginas.[2]
- Rosari del Cor- Poesías catalanas.—Barcelona, Fidel Giró, 1900. 144 páginas.